# Nitomierz
Nitomierz – przyrząd pomiarowy służący do pomiaru luminancji powierzchni świecących bądź oświetlonych.